# 粉嶺龍山寺
粉嶺龍山寺位於香港新界粉嶺龍躍頭，原是當地鄧族的家廟「龍溪古寺」舊址，創建於元末明初，於清乾隆廿四年（1759年）改為「龍溪庵」並重修，收容族中獨身的自梳女。《重修龍溪廟碑》（ 1819年）記載︰「龍溪，古神境也。雲興則雨，詳載邑誌，號曰神山。流而為溪，則曰龍溪。晉人建寺以此，以應神赫。」或表示龍溪庵始建於晉代。
1940到1960年代末，此地被闢作飼養場，到了1980年代，「龍溪庵」已經殘破不堪，龍躍頭鄧族決心重建，經多方籌集資金和數年策劃，1989年施工展開重建，於1993年12月舉行開光典禮，改稱「龍山寺」。

## 特點
「龍山寺」的主樓高七層，有造「七級浮圖」的含意，亦設有「放生池」，園林、小橋流水、亭臺樓閣等景點。

## 公共交通
- 由於地處偏僻，設置免費大客車，接載遊客來往東鐵綫粉嶺站。
- 遊人亦可乘新界區專線小巴54K線前往龍躍頭，再步行至龍山寺。

## 外部連結
- ,   [2019-04-30], （原始内容存档于2013-01-07）
- 龍山寺穿梭巴士 - 香港巴士大典 （页面存档备份，存于）